# Schloßplatz (Berlino)
La Schloßplatz (tedesco per Piazza del castello) è una piazza di Berlino, situata nel quartiere Mitte, sull'isola della Sprea.
Fino al 1950, l'attuale piazza era occupata in gran parte dal Castello di Berlino, abbattuto in quell'anno su ordine del governo della Repubblica Democratica Tedesca; la Schloßplatz venne così molto ampliata, fino a diventare limitrofa al Lustgarten, e venne destinata a sede delle manifestazioni di massa. Nel 1951 prese il nome di Marx-Engels-Platz, mantenuto fino al 1994.
Attualmente sorgono sulla piazza il Duomo e lo Staatsratsgebäude (edificio che ospitava il Consiglio di Stato della RDT). Il Palast der Republik è stato successivamente abbattuto per la ricostruzione, almeno nelle tre facciate principali e in una corte interna, dello Stadtschloss come Humboldt Forum, e il cui completamento è previsto per il 2020.
Alla fine del 2020 si aggiungeranno, alla sua estremità ovest, due uscite della fermata Museumsinsel lungo la linea U5.
Dalla Schloßplatz si diparte in direzione ovest il viale Unter den Linden, la più famosa strada di Berlino.

## Storia
Dal 1949 al 1990 la piazza ha fatto parte di Berlino Est, la capitale della Germania orientale. Nel 1950 i resti del palazzo, gravemente danneggiato dopo la Seconda Guerra Mondiale, furono demoliti e nel 1951 la piazza fu ribattezzata Marx-Engels-Platz in onore di Karl Marx e Friedrich Engels. 
Negli anni cinquanta sulla piazza furono costruiti nuovi edifici, tra cui il Palast der Republik, la Staatsratsgebäude, ossia l'edificio del Consiglio di Stato e quello del Ministero degli Esteri. L'edificio del Consiglio di Stato conteneva un balcone del precedente palazzo, dal quale Karl Liebknecht proclamò la repubblica socialista il 9 novembre 1918.
Dopo la riunificazione della Germania nel 1990, il nome Schloßplatz è stato ripristinato nel 1994.
All'inizio del XXI secolo, il Parlamento tedesco ha deciso di ricostruire il palazzo Reale sulla Schloßplatz. Il nuovo edificio avrà lo stesso aspetto esteriore dell'antico palazzo prussiano, ma al suo interno ospiterà un moderno centro conferenze e uno spazio per l'Università Humboldt.
Il Palast der Republik doveva essere demolito nel 2005 o nel 2006, ma la sua demolizione è stata ritardata e durante questo periodo di "tregua" vi si sono tenuti una serie di eventi e performance di arte concettuale. La demolizione è stata completata nel 2008.
Sul lato ovest di Schloßplatz è stata costruita una sala espositiva temporanea chiamata Temporäre Kunsthalle Berlin, che ha ospitato una serie di mostre d'arte contemporanea nei due anni successivi.
Sebbene l'inizio della costruzione dell'Humboldtforum, nome con cui è stato designato il nuovo edificio, fosse previsto per l'autunno 2010, a causa di tagli di bilancio la sua costruzione è stata ritardata. La prima pietra è stata posata dal Presidente Joachim Gauck durante una cerimonia il 12 giugno 2013, segnando l'inizio di questo progetto da 590 milioni di euro. Una volta completato nel luglio 2020, l'edificio ospita un museo moderno contenente collezioni di arte extraeuropea, oltre a due ristoranti, un teatro, un cinema e un auditorium.
Il video musicale della canzone Ich will del gruppo tedesco Rammstein è stato girato in questa piazza.